# Tervajänkkä
Tervajänkkä är ett naturreservat i Haparanda kommun i Norrbottens län.
Området är naturskyddat sedan 2005 och är 1,6 kvadratkilometer stort. Reservatet omfattar nordöstra delen av myrmarken Tervajänkkä och områden öster därom. Skogen består av lövträd, gran och tall och i blötare delar gransumpskog.  